# 埃策爾巴赫河 (赫根巴赫河支流)
49°30′00″N 11°33′49″E / 49.49993°N 11.56369°E

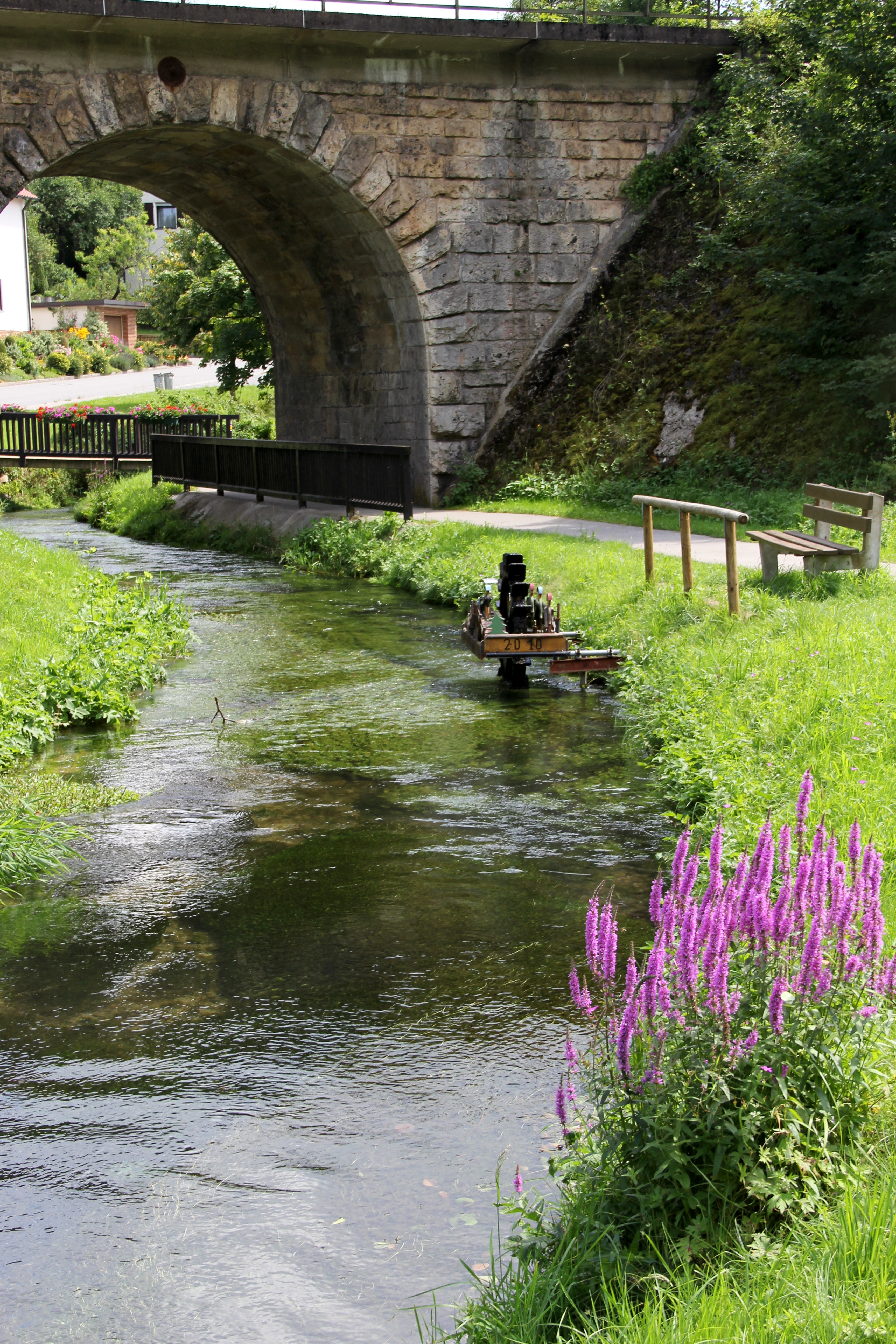

埃策爾巴赫河是德國的河流，位於該國東南部，由巴伐利亞負責管轄，屬於赫根巴赫河的右支流，河道全長9.2公里，流域面積61.2平方公里。